# Agence pour le Commerce extérieur
L'Agence pour le commerce extérieur (ACE) est une institution fédérale belge fondée en 2002 dont la mission est de favoriser le commerce entre des entreprises belges et l'étranger.

## Historique
L’Agence pour le commerce extérieur a été créée par l'Accord de Coopération du 24 mai 2002 conclu entre l’Autorité fédérale et les Régions. La compétence du « commerce extérieur » a connu, en Belgique, au cours des dernières décennies, plusieurs phases de régionalisation. Jusqu'en 1990, l'Office belge du commerce extérieur (OBCE) était la plus importante institution de promotion du commerce extérieur. En 1990, une agence wallonne a été créée (l'Agence wallonne à l'exportation et aux investissements étrangers, AWEX), en 1991, l'équivalent flamand est institué, le Flanders Investment and Trade (en) ainsi que Bruxelles Invest & Export, maintenant hub.brussels.
L'Agence a pour président d'honneur Sa Majesté le roi Philippe et pour président Didier Malherbe. Mme Sarah Albaladejo Garcia est vice-présidente du conseil d'administration de l'Agence.

## Financement
Le financement de l'Agence est assuré par une dotation fédérale indexée et par des contributions des Régions sur la base de la clef de répartition en matière d'impôts sur les personnes physiques.

## Activités
L'Agence pour le Commerce extérieur apporte son soutien aux trois Régions et à l'Autorité fédérale dans la promotion du commerce extérieur. 
En vertu de l'article 3 de l'Accord de Coopération du 24 mai 2002 entre l'Autorité fédérale et les Régions, l'Agence est compétente pour :
- décider et organiser des missions commerciales conjointes à l'initiative d'une ou plusieurs Régions ou sur demande de l'Autorité fédérale;
- organiser, développer et diffuser de  l'information, des études et de la documentation sur les marchés extérieurs à l'attention des services régionaux chargés du commerce extérieur conformément à l'annexe 1;
- les tâches d'intérêt commun décidées à l'unanimité par le conseil d'administration. En décembre 2014 le Conseil a ainsi décidé que l’ACE contribuera dès 2015 à l’organisation logistique et au volet économique de deux Visites d’État des Souverains belges à l’étranger par an.

## 1. Organisation de missions économiques conjointes
L'Agence organise deux missions économiques conjointes par an, en collaboration étroite avec l'Agence wallonne à l'exportation et aux investissements étrangers (AWEX), hub.brussels et Flanders Investment and Trade (en) (FIT). Le SPF Affaires étrangères, chargé des aspects politiques et protocolaires des programmes participe également à cette organisation. Des sociétés actives dans les secteurs les plus divers prennent part à ces missions, lesquelles mettent l'accent principalement sur des pays et des régions en forte croissance. Les délégués des sociétés belges ont l'occasion de nouer des contacts de haut niveau à l'étranger avec des acteurs industriels, des organisations et des instances gouvernementales.

## 2. Diffusion de l'information (relative aux marchés étrangers)
L'Agence est également chargée d'élaborer et de diffuser de l'information relative aux marchés étrangers. Concrètement, l'ACE tient à la disposition des intéressés un fichier des exportateurs mis à jour en permanence. Le service Overseas Business Opportunities Centre diffuse trois types d'avis commerciaux: des propositions d'affaires, des adjudications publiques et des projets internationaux. Il fournit également des guides de procédure, des cahiers de charge à prix coûtant, des abonnements statistiques personnalisés concernant les marchés étrangers, des newsflashes avec les dernières informations économiques et réglementaires et organise des séminaires portant sur les opportunités d’affaires à l’international pour les entreprises belges.
À dater du 1er avril 2015, un nouveau package dénommé Trade4U a en outre été lancé afin de permettre aux entreprises de recevoir des opportunités d’affaires personnalisées via une app.
L'Agence propose également des études économiques, des publications sectorielles ainsi que des notes statistiques concernant les marchés étrangers. Enfin, des avis peuvent être donnés en matière de législation et de réglementation commerciales étrangères.